# Copa del Rey 1993/94
Die Copa del Rey 1993/94 war die 90. Austragung des spanischen Fußballpokals.
Der Wettbewerb startete am 15. August 1993 und endete mit dem Finale am 20. April 1994 im Estadio Vicente Calderón (Madrid). Titelverteidiger des Pokalwettbewerbs war Real Madrid. Den Titel gewann Real Saragossa durch einen 5:4-Erfolg nach Elfmeterschießen im Finale gegen Celta Vigo. Damit qualifizierte sich Saragossa für den Europapokal der Pokalsieger 1994/95.

## Erste Hauptrunde
Die Hinspiele wurden am 15., 18., 19., 20. und 21. August, die Rückspiele am 18., 22. und 23. August 1993 ausgetragen.
|                          | Gesamt          |                           | Hinspiel | Rückspiel |
| ------------------------ | --------------- | ------------------------- | -------- | --------- |
| Órdenes CF               | 0:1             | Racing de Ferrol          | 0:1      | 0:0       |
| Viveiro CF               | 1:2             | CD Lugo                   | 1:1      | 0:1       |
| Juventud Cambados        | 0:5             | Arosa SC                  | 0:1      | 0:4       |
| Sestao SC                | 3:1             | Club Bermeo               | 1:1      | 2:0       |
| CD Tudelano              | 1:3             | CD Izarra                 | 0:2      | 1:1       |
| SD Lemona                | 2:2 (?:? i. E.) | CD Baskonia               | 2:0      | 0:2       |
| CD Carballiño            | 1:7             | CD Ourense                | 0:3      | 1:4       |
| CD Elgoibar              | 1               | SD Beasain                |          |           |
| CD Tropezón              | 0:7             | Gimnástica de Torrelavega | 0:5      | 0:2       |
| Polideportivo Ejido      | 4:2             | CD Estepona               | 1:1      | 3:1       |
| CA Cortegana             | 2:4             | FC Córdoba                | 2:0      | 0:4       |
| SD Hullera Vasco-Leonesa | 0:6             | UD Salamanca              | 0:1      | 0:5       |
| RCD Ribert               | 1:6             | Real Ávila                | 0:2      | 1:4       |
| Lliria CF                | 0:2             | UD Levante                | 0:1      | 0:1       |
| Deportivo Alavés         | 3:2             | FC Barakaldo              | 3:0      | 0:2       |
| CD Júpiter               | 22:6 2          | AEC Manlleu               | 0:1      | 2:5       |
| FC Girona                | 1:3             | FC Andorra                | 1:1      | 0:2       |
| CE Sabadell              | 1:2             | UE Figueres               | 1:1      | 0:1       |
| CE Premià                | 4:1             | Gimnàstic de Tarragona    | 1:0      | 3:1       |
| Villalonga FC            | 3:4             | FC Pontevedra             | 1:2      | 2:2       |
| CD Lealtad               | 3:2             | Santiago de Aller CF      | 1:0      | 2:2       |
| Marina de Cudeyo CF      | 0:1             | CD Comillas               | 0:0      | 0:1       |
| Club Hispano             | 2:3             | Real Avilés Industrial    | 1:0      | 1:3       |
| Caudal Deportivo         | 3:4             | UP Langreo                | 2:1      | 1:3       |
| Roldán AD                | 3:2             | CD Beniel                 | 1:0      | 2:2       |
| UDA Gramenet             | 4:2             | UE Sant Andreu            | 1:1      | 3:1       |
| Real Aranjuez            | 1:6             | FC Getafe                 | 0:2      | 1:4       |
| Pinoso CF                | (a)2:2(a)       | CD Benidorm               | 1:2      | 1:0       |
| Crevillente CF           | 10:20           | UD Horadada               | 6:0      | 4:2       |
| CD San Fernando          | 4:5             | Écija Balompié            | 1:3      | 3:2       |
| FC Granada               | 3:2             | UD Melilla                | 3:2      | 0:0       |
| CA Malagueño             | 2:4             | Almería CF                | 2:0      | 0:4       |
| CP Cacereño              | (a)3:3(a)       | FC Extremadura            | 0:1      | 3:2       |
| Caravaca CF              | 2:1             | CD Cieza                  | 2:0      | 0:1       |
| Lorca Promesas           | 1:6             | Yeclano CF                | 0:4      | 1:2       |
| Guadix CF                | 2:4             | CD Mármol Macael          | 2:0      | 0:4       |
| Calpe CF                 | 1:9             | CD Alcoyano               | 1:1      | 0:8       |
| FC Zamora                | 2:2 (?:? i. E.) | SD Ponferradina           | 2:0      | 0:2       |
| SD Ibiza                 | 0:5             | SCR Peña Deportiva        | 0:2      | 0:3       |
| Manzanares CF            | 3               | CD Valdepeñas             |          |           |
| Gimnástico Alcázar       | 0:6             | CA Tomelloso              | 0:3      | 0:3       |
| Real Linense             | 1:3             | CD San Roque              | 1:2      | 0:1       |
| UD Los Palacios          | 3:5             | CD Mairena                | 0:3      | 3:2       |
| Real Jaén                | 1:2             | FC Granada                | 0:1      | 1:1       |
| Atlético Sanluqueño      | 3:8             | Deportivo Xerez           | 2:4      | 1:4       |
| AD Mar Menor-San Javier  | 2:1             | FC Cartagena              | 0:1      | 2:0       |
| CE Andorra               | 6:5             | CD Numancia               | 5:5      | 1:0       |
| UD Telde                 | 3:9             | CD Corralejo              | 1:3      | 2:6       |
| Orihuela Deportivo CF    | 1:3             | FC Elche                  | 1:0      | 0:3       |
| UD Orotava               | 4:6             | UD Realejos               | 3:4      | 1:2       |
| Estrella CF              | 0:4             | UD Las Palmas             | 0:1      | 0:3       |
| CP Almería               | 2:5             | UD Melilla                | 1:3      | 1:2       |

- CD Endesa As Pontes, UM Escobedo, Cultural Leonesa, FC Palencia, Recreativo Huelva, CA Bembibre, Talavera CF, Club Siero, UE Rubí, CD Roquetas, CD Maspalomas und CD Mensajero erhielten ein Freilos.

## Zweite Hauptrunde
Die Hinspiele wurden am 25., 26. und 27. August, die Rückspiele am 29. und 30. August 1993 ausgetragen.
|                         | Gesamt          |                        | Hinspiel | Rückspiel |
| ----------------------- | --------------- | ---------------------- | -------- | --------- |
| CD Endesa As Pontes     | 0:4             | Racing de Ferrol       | 0:4      | 0:0       |
| Arosa SC                | 5:1             | FC Pontevedra          | 4:1      | 1:0       |
| CD Lugo                 | 5:2             | CD Ourense             | 2:1      | 3:1       |
| CD Lealtad              | 2:3             | Real Avilés Industrial | 2:1      | 0:2       |
| UM Escobedo             | 5:3             | CD Comillas            | 4:1      | 1:2       |
| SD Beasain              | 0:1             | SD Lemona              | 0:0      | 0:1       |
| Cultural Leonesa        | 3:1             | FC Palencia            | 1:0      | 2:1       |
| Deportivo Alavés        | 1:0             | Sestao SC              | 1:0      | 0:0       |
| FC Andorra              | 3:5             | UE Figueres            | 2:1      | 1:4       |
| CD San Roque            | 3:3 (?:? i. E.) | Recreativo Huelva      | 1:2      | 2:1       |
| CD Mairena              | 1:3             | Écija Balompié         | 1:2      | 0:1       |
| FC Córdoba              | 2:0             | Deportivo Xerez        | 0:0      | 2:0       |
| CE Premià               | 1:3             | UDA Gramenet           | 1:2      | 0:1       |
| CD Benidorm             | 1:3             | UD Levante             | 1:2      | 0:1       |
| Roldán AD               | 0:7             | Yeclano CF             | 0:4      | 0:3       |
| AD Mar Menor-San Javier | 2:3             | Caravaca CF            | 2:1      | 0:2       |
| CA Bembibre             | 1:2             | SD Ponferradina        | 1:2      | 0:0       |
| Manzanares CF           | 1:3             | Talavera CF            | 1:1      | 0:2       |
| Real Ávila              | 0:5             | UD Salamanca           | 0:1      | 0:4       |
| Club Siero              | 5:7             | UP Langreo             | 4:2      | 1:5       |
| UD Melilla              | 5:6             | CD Mármol Macael       | 1:3      | 4:3       |
| CD Júpiter              | 3:4             | UE Rubí                | 2:0      | 1:4       |
| Crevillente CF          | 0:2             | CD Alcoyano            | 0:1      | 0:1       |
| CD Roquetas             | 0:5             | Polideportivo Ejido    | 0:2      | 0:3       |
| FC Granada              | 0:1             | Almería CF             | 0:1      | 0:0       |
| CD Maspalomas           | 02:10           | UD Las Palmas          | 0:7      | 2:3       |
| UD Realejos             | 3:6             | CD Mensajero           | 2:1      | 1:5       |

- CD Corralejo, CD Izarra, FC Getafe, SCR Peña Deportiva, CA Tomelloso, CP Cacereño, FC Elche, Gimnástica de Torrelavega und CE Andorra erhielten ein Freilos.

## Dritte Hauptrunde
Die Hinspiele wurden am 1., 2., 7., 8., 9., 16., 22. und 29. September, die Rückspiele am 14., 15., 16., 21. und 22. September sowie am 20. Oktober 1993 ausgetragen.
|                           | Gesamt    |                        | Hinspiel | Rückspiel |
| ------------------------- | --------- | ---------------------- | -------- | --------- |
| UD Levante                | 1:2       | Real Valladolid        | 0:0      | 1:2       |
| SD Ponferradina           | 1:6       | CA Osasuna             | 1:2      | 0:4       |
| Talavera CF               | 5:2       | CA Marbella            | 3:1      | 2:1       |
| FC Getafe                 | 4:1       | Real Avilés Industrial | 2:1      | 2:0       |
| CD Mármol Macael          | 3:6       | Racing Santander       | 2:2      | 1:4       |
| Cultural Leonesa          | 4:7       | Sporting Gijón         | 3:2      | 1:5       |
| UD Salamanca              | 4:1       | RCD Mallorca           | 3:1      | 1:0       |
| SD Lemona                 | 1:3       | Almería CF             | 1:0      | 0:3       |
| CD Lugo                   | 1:2       | SD Compostela          | 1:0      | 0:2       |
| Écija Balompié            | 2:4       | CD Castellón           | 1:1      | 1:3       |
| UE Rubí                   | 0:5       | CP Mérida              | 0:2      | 0:3       |
| CD Corralejo              | 3:7       | Rayo Vallecano         | 3:3      | 0:4       |
| CD Mensajero              | 2:3       | Betis Sevilla          | 0:0      | 2:3       |
| CD Izarra                 | 2:8       | Real Saragossa         | 2:1      | 0:7       |
| CD Alcoyano               | 3:8       | CD Toledo              | 2:2      | 1:6       |
| CE Andorra                | 1:6       | CD Logroñés            | 0:3      | 1:3       |
| UD Las Palmas             | 3:4       | Athletic Bilbao        | 2:2      | 1:2       |
| FC Córdoba                | 3:5       | Hércules Alicante      | 1:2      | 2:3       |
| Racing de Ferrol          | 1:3       | Yeclano CF             | 0:1      | 1:2       |
| Gimnástica de Torrelavega | 1:5       | SD Eibar               | 1:4      | 0:1       |
| UP Langreo                | (a)3:3(a) | FC Palamós             | 2:2      | 1:1       |
| FC Elche                  | (a)4:4(a) | Real Burgos            | 2:1      | 2:3       |
| UDA Gramenet              | 1:2       | Celta Vigo             | 1:0      | 0:2       |
| Deportivo Alavés          | 0:5       | Real Murcia            | 0:2      | 0:3       |
| Polideportivo Ejido       | 4:2       | CD Leganés             | 2:1      | 2:1       |
| UE Figueres               | 1:5       | Real Sociedad          | 1:1      | 0:4       |
| UM Escobedo               | 0:3       | UE Lleida              | 0:0      | 0:3       |
| Caravaca CF               | 0:6       | Espanyol Barcelona     | 0:3      | 0:3       |
| CA Tomelloso              | 0:1       | FC Cádiz               | 0:0      | 0:1       |
| CP Cacereño               | 2:4       | FC Sevilla             | 0:3      | 2:1       |
| SCR Peña Deportiva        | 00:10     | CD Badajoz             | 0:3      | 0:7       |
| Arosa SC                  | 0:1       | FC Villarreal          | 0:1      | 0:0       |
| Recreativo Huelva         | 1:6       | Real Oviedo            | 1:2      | 0:4       |

- Albacete Balompié erhielt ein Freilos

## Vierte Hauptrunde
Die Hinspiele wurden am 10., 12., 21. und 27. Oktober, die Rückspiele am 2., 3., 4., 13. und 14. November 1993 ausgetragen.
|                     | Gesamt    |                    | Hinspiel | Rückspiel |
| ------------------- | --------- | ------------------ | -------- | --------- |
| SD Compostela       | 2:6       | UE Lleida          | 1:2      | 1:4       |
| CP Mérida           | 2:1       | Rayo Vallecano     | 1:0      | 1:1       |
| Almería CF          | 1:7       | Espanyol Barcelona | 0:2      | 1:5       |
| FC Cádiz            | 0:6       | Real Oviedo        | 0:2      | 0:4       |
| Athletic Bilbao     | 1:3       | Real Saragossa     | 0:2      | 1:1       |
| Talavera CF         | 4:3       | Racing Santander   | 2:0      | 2:3       |
| FC Palamós          | 0:1       | CD Toledo          | 0:0      | 0:1       |
| FC Elche            | 2:6       | Betis Sevilla      | 2:1      | 0:5       |
| Real Murcia         | 1:6       | Real Valladolid    | 0:3      | 1:3       |
| Hércules Alicante   | (a)1:1(a) | Real Sociedad      | 1:1      | 0:0       |
| Celta Vigo          | 5:4       | Albacete Balompié  | 4:0      | 1:4       |
| Polideportivo Ejido | (a)4:4(a) | UD Salamanca       | 3:0      | 1:4       |
| FC Getafe           | 1:3       | CD Logroñés        | 0:1      | 1:2       |
| CD Castellón        | 2:3       | FC Sevilla         | 2:0      | 0:3       |

- CA Osasuna, CD Badajoz, Sporting Gijón, SD Eibar, FC Villarreal und Yeclano CF erhielten ein Freilos.

## Fünfte Hauptrunde
Die Hinspiele wurden am 1., 2. und 8. Dezember, die Rückspiele am 14., 15., 21. und 22. Dezember 1993 ausgetragen.
|                     | Gesamt |                 | Hinspiel | Rückspiel |
| ------------------- | ------ | --------------- | -------- | --------- |
| Real Saragossa      | 2:1    | CA Osasuna      | 1:0      | 1:1       |
| CD Logroñés         | 3:1    | UE Lleida       | 3:1      | 0:0       |
| Yeclano CF          | 1:2    | CD Badajoz      | 1:0      | 0:2       |
| Espanyol Barcelona  | 3:2    | FC Villarreal   | 2:0      | 1:2       |
| Real Sociedad       | 3:4    | FC Sevilla      | 3:3      | 0:1       |
| Sporting Gijón      | 3:2    | Real Valladolid | 3:1      | 0:1       |
| CD Toledo           | 2:3    | Real Oviedo     | 1:1      | 1:2       |
| Talavera CF         | 1:2    | Celta Vigo      | 1:2      | 0:0       |
| CP Mérida           | 1:0    | SD Eibar        | 0:0      | 1:0       |
| Polideportivo Ejido | 2:5    | Betis Sevilla   | 1:3      | 1:2       |

## Achtelfinale
Die Hinspiele wurden am 4., 5. und 6. Januar, die Rückspiele am 12. und 13. Januar 1994 ausgetragen.
|                     | Gesamt          |                 | Hinspiel | Rückspiel |
| ------------------- | --------------- | --------------- | -------- | --------- |
| CD Badajoz          | 1:3             | Real Saragossa  | 1:0      | 0:3       |
| Betis Sevilla       | 4:2             | CP Mérida       | 3:1      | 1:1       |
| Deportivo La Coruña | 2:3             | Real Oviedo     | 1:3      | 1:0       |
| Espanyol Barcelona  | 2:3             | FC Sevilla      | 0:1      | 2:2       |
| CD Logroñés         | 1:1 (4:5 i. E.) | Celta Vigo      | 1:0      | 0:1       |
| Real Madrid         | 5:4             | Atlético Madrid | 2:2      | 3:2       |
| Sporting Gijón      | 1:4             | FC Barcelona    | 0:3      | 1:1       |
| CD Teneriffa        | 5:4             | FC Valencia     | 3:1      | 2:3       |

## Viertelfinale
Die Hinspiele wurden am 25. und 26. Januar, die Rückspiele am 1., 2. und 3. Februar 1994 ausgetragen.
|                | Gesamt |              | Hinspiel | Rückspiel |
| -------------- | ------ | ------------ | -------- | --------- |
| Betis Sevilla  | 1:0    | FC Barcelona | 0:0      | 1:0       |
| Real Oviedo    | 1:5    | Celta Vigo   | 1:0      | 0:5       |
| CD Teneriffa   | 5:1    | Real Madrid  | 2:1      | 3:0       |
| Real Saragossa | 3:2    | FC Sevilla   | 2:1      | 1:1       |

## Halbfinale
Die Hinspiele wurden am 16. und 17. Februar, die Rückspiele am 9. und 10. März 1994 ausgetragen.
|               | Gesamt |                | Hinspiel | Rückspiel |
| ------------- | ------ | -------------- | -------- | --------- |
| Betis Sevilla | 1:4    | Real Saragossa | 0:1      | 1:3       |
| Celta Vigo    | 5:2    | CD Teneriffa   | 3:0      | 2:2       |

## Finale
| Real Saragossa                                      | Real Saragossa | Celta Vigo | Celta Vigo |
| --------------------------------------------------- | --- | --- | ---------- |
| Real Saragossa                                      | \| 20. April 1994 in Madrid (Estadio Vicente Calderón) \| \| Ergebnis: 0:0 n. V., 5:4 i. E. \| \| Zuschauer: 56.000 \| \| Schiedsrichter: Antonio López Nieto \|                                                                                        | \| 20. April 1994 in Madrid (Estadio Vicente Calderón) \| \| Ergebnis: 0:0 n. V., 5:4 i. E. \| \| Zuschauer: 56.000 \| \| Schiedsrichter: Antonio López Nieto \|                                                                              | Celta Vigo |
| Real Saragossa                                      | Andoni Cedrún – Alberto Belsué, Fernando Cáceres, Xavier Aguado, Jesús Solana – José Aurelio Gay, Santiago Aragón, Gustavo Poyet (72. Jesús García Sanjuán), Nayim – Francisco Higuera, Miguel Pardeza (91. Darío Franco) Cheftrainer: Víctor Fernández | Santiago Cañizares – Luis Dadie, Alejo Indias, Patxi Salinas, Jorge Otero – Salva (95. Sebastián Losada), Vicente Engonga, Vicente Álvarez , Milorad Ratković (59. José Gil) – Stjepan Andrijašević, Vladimir Gudelj Cheftrainer: Txetxu Rojo | Celta Vigo |
| Real Saragossa                                      | Elfmeterschießen | | Celta Vigo |
| Real Saragossa                                      | 1:1 Fernando Cáceres 2:2 Nayim 3:3 Darío Franco 4:4 José Aurelio Gay 5:4 Francisco Higuera | 0:1 Stjepan Andrijašević 1:2 Vladimir Gudelj 2:3 Luis Dadie 3:4 Sebastián Losada Alejo Indias | Celta Vigo |
| Real Saragossa                                      | Santiago Aragón (45.), Francisco Higuera (52.), José Aurelio Gay (60.), Miguel Pardeza (87.), Fernando Cáceres (114.), Jesús Solana (117.) | Milorad Ratković (4.), Stjepan Andrijašević (15.), Alejo Indias (60.), Luis Dadie (96.) | Celta Vigo |
| Real Saragossa                                      | Santiago Aragón (90.) | | Celta Vigo |
| 20. April 1994 in Madrid (Estadio Vicente Calderón) | | |            |
| Ergebnis: 0:0 n. V., 5:4 i. E.                      | | |            |
| Zuschauer: 56.000                                   | | |            |
| Schiedsrichter: Antonio López Nieto                 | | |            |